# Sambesi-Steilhang

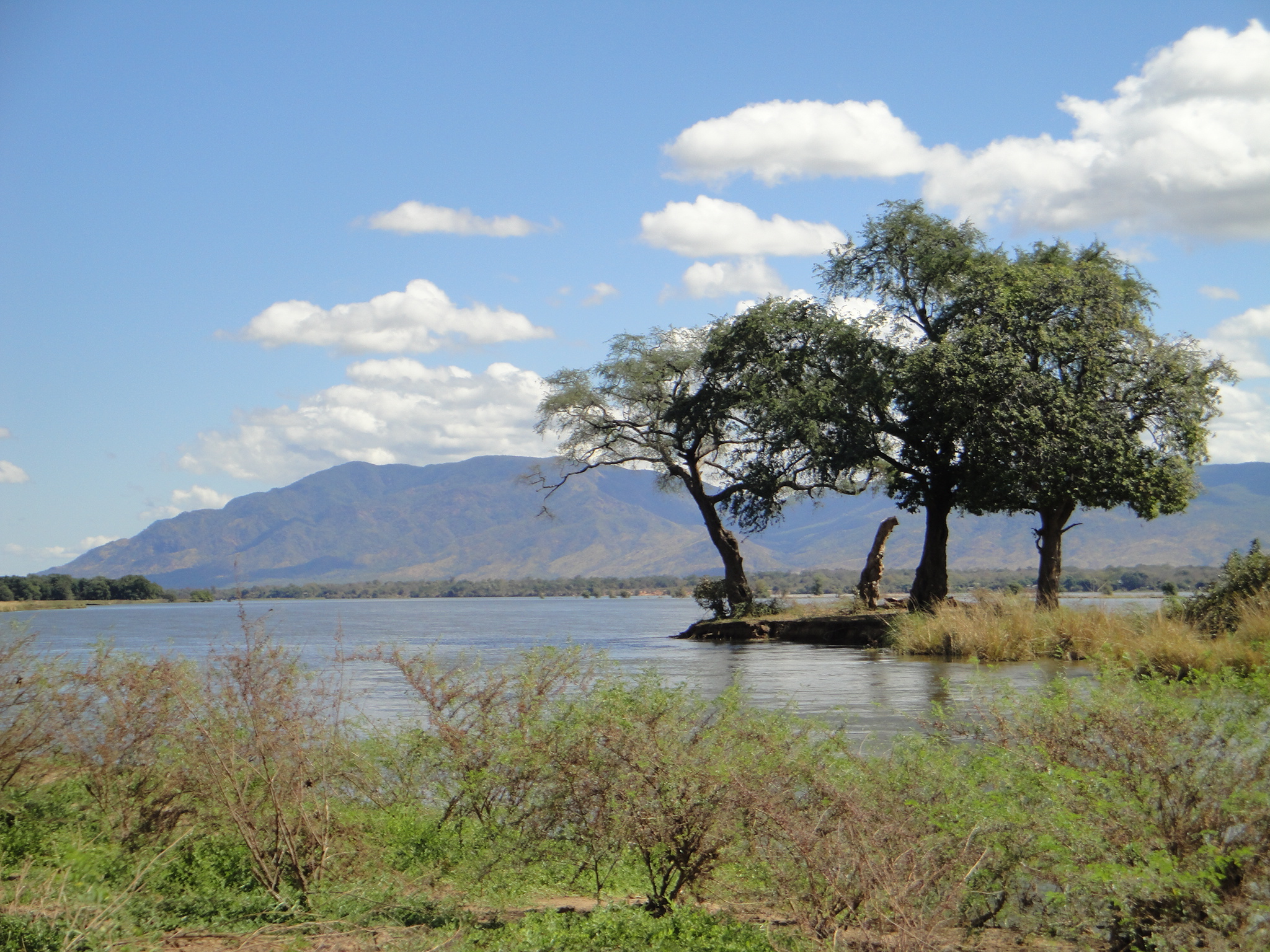
Talhänge Sambias im Mana-Pools-Nationalpark

Als Sambesi-Steilhang (englisch Zambezi Escarpment) werden die nur sehr schwer zu überwindenden Talhänge rechts und links des Sambesi zwischen Livingstone und Tete bezeichnet, besonders der Teil unter Centenary und Mount Darwin in Simbabwe und der Teil um Siavonga und Maamba am Karibastausee in Sambia. 

## Geographie
Das Sambesital ist zwischen den Victoriafällen und Tete eine tiefe Schlucht, die das sambische Plateau vom simbabwischen trennt. Die in das Tal abfallenden Hänge sind sehr steil, über viele Kilometer sogar senkrecht. Selbst für Wildtiere sind sie unüberwindbar. Vor dem Bau von Brücken und Talsperren war das Sambesital nur bei Ingombe Ilede und bei Zumbo passierbar, wo in den Mündungsbereichen der Flüsse Lusitu und Luangwa die Steilhänge abgetragen haben und auf der gegenüberliegenden Talseite passierbare Pfade lagen.
Die Uferregionen rechts und links des Sambesi sind zwischen den Victoriafällen und Zumbo durchgehend Nationalparks oder Tierschutzgebiete. Auf der Talseite Simbabwes liegen ineinander übergehend Nationalpark Victoriafälle, Chizarira-Nationalpark, Matusadona-Nationalpark, Chete, Chirisa, Mana-Pools-Nationalpark, Sapi und Chewore. Auf der Talseite Sambias liegen Mosi-oa-Tunya und Unterer-Sambesi-Nationalpark. In Mosambik liegen auf beiden Seiten Safarigebiete. 
Die Sambesi-Steilhänge sind für menschliche Siedlungen und für die Viehhaltung ungeeignet. Die Böden sind dünn und karg, die Felsen ausgewaschen von den Erosionseinwirkungen. Buschland und Miombowald dominieren über eine Distanz bis zu 100 Kilometer vom Strom. Bis hinein ins 19. Jahrhundert galten die Sambesi-Steilhänge als faktisch unüberwindlich.

## Wirtschaftliche Erschließung
Am Rande des Abgrunds befindet sich am westlichen Basalt-Steilhang der Batoka-Schlucht zehn Kilometer südöstlich der Victoriafälle zwischen der 19. und 20. Stromschnelle die Gorges Lodge, eine 20-Betten-Hotelunterkunft der gehobenen Kategorie. Man kann dort von den Veranden des Restaurants oder der zehn Einzelhäuser 250 Meter in die Tiefe schauen. Die Schlucht ist zwischen 20 und 60 Meter breit, das Wasser nach Auskunft einheimischer Führer rund 70 Meter tief, der Wasserspiegel variiert zwischen Trocken- und Regenzeit um 20 Meter. Erbaut wurde die Lodge auf gemietetem privaten Stammesland; auch durch die Förderung einer Selbsthilfeorganisation für ortsansässige Frauen und Kinder versucht das Projekt, die Gemeinde an seinen Gewinnen teilhaben zu lassen.
Die simbabwische nationale Elektrizitätsgesellschaft (Zimbabwe Electricity Supply Authority) plant, einen weiteren Sambesi-Staudamm in der Batoka-Schlucht zu errichten. Umweltschützer fürchten daher um Flora und Fauna der Region.